# Opération de rénovation urbaine

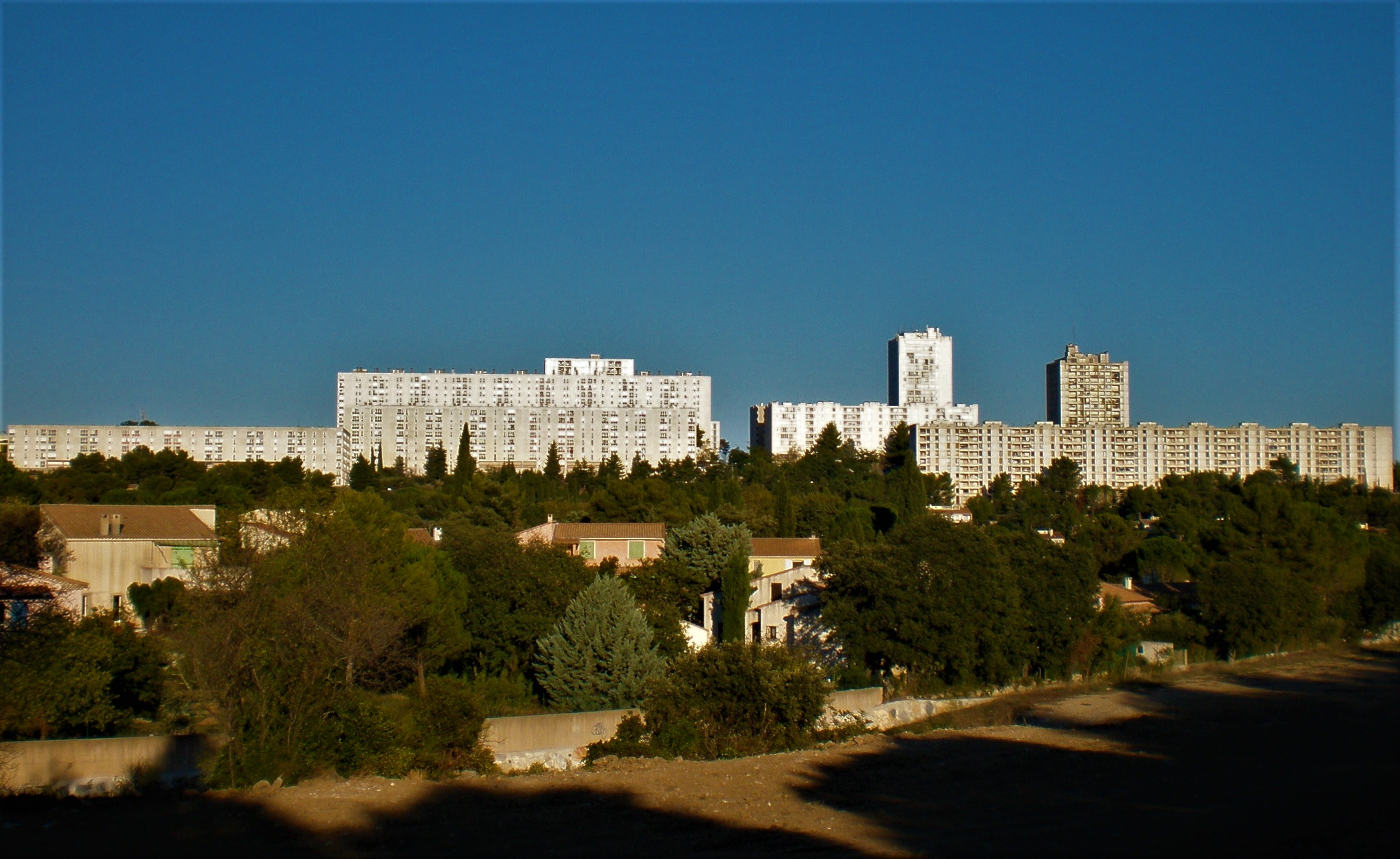
Pissevin-Valdegour à Nîmes.
Dans les années 1950, on construit les grands ensembles. Dans les années 1970, on y ajoute des lieux sociaux. Dans les années 2000, on les restructure.

La politique de rénovation urbaine consiste à rattacher les quartiers d'habitat social à la ville par une diversification des logements et par une nouvelle trame urbaine qui permet à leurs habitants de circuler plus librement, en particulier en transports en commun. Elle se rapporte directement à l'agence nationale pour la rénovation urbaine (ANRU).

## Historique des politiques de rénovation urbaine

### Années 1950: démolir les logements insalubres
Le concept de rénovation urbaine en France date juridiquement de la fin des années 1950. À l'époque, il s'agit de lutter contre l'habitat ancien insalubre, et la rénovation urbaine désigne alors la démolition globale de ces îlots pour permettre la construction de logements neufs et la création de tissu urbain adapté à la voiture en ville.
Il s'agit donc d'une démarche complémentaire à celle des ZUP, destinées à permettre la viabilisation d'espaces péri-urbains pour en faire des quartiers d'habitat. Les ZUP accueillent une part importante des anciens habitants des quartiers anciens rasés dans le cadre de la rénovation urbaine. Elles sont construites sur des modèles pensés aux Congrès internationaux de l'Architecture moderne (CIAM) entre 1928 et 1958. Chacune des fonctions, habitat, production, commerce et loisir, et transports, doit avoir son propre espace dédié, qui ne déborde pas sur les autres. Les transports permettent le passage entre les espaces, mais ne s'y introduisent pas.
La construction des cités est une manière de mettre en avant les lieux et de bloquer les flux des habitants. L'objectif assumé de la création des grands ensembles est de construire sur des terrains à faible valeur, où les logements ne sont pas exigus pour les familles qui y vivent. De cette façon, on favorise la vie familiale des familles pauvres et nombreuses : le but est d'éviter « les pères au bistrot, les mères au trottoir et les enfants à la rue ».

### Années 1970: améliorer le confort des habitants
L'amélioration générale du bâti, le souci de sauvegarder les quartiers anciens, la montée du refus du règne de la voiture en ville ont fait passer de mode ce type de rénovation urbaine dès la fin des années 1970.

### Années 2000: restructuration des zones urbaines sensibles

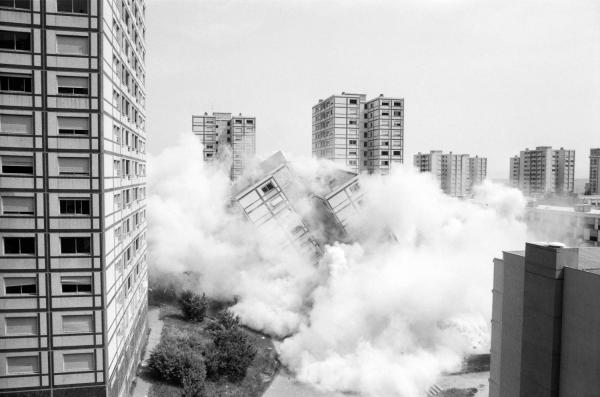
Démolition de la toute première tour des Minguettes le 9 juin 1983.

Au début des années 1980, les logiques d'habitation s'inversent : il ne s'agit plus de préserver les habitants contre l'influence néfaste de la ville, mais de renforcer l'attractivité de cette ville. Le grand ensemble devient un obstacle à la mutation de la ville, une figure de repli considérée comme un échec social et politique. Le programme de rénovation urbaine s'appuie sur la notion que si l'on veut modifier la composition de l'habitat, il faut rendre les lieux attractifs. « Le changement d'image sociale suivra la modification de l'urbanisme », d'après le sociologue Jacques Donzelot.
En France, c'est dans le cadre de la loi d'orientation et de programmation pour la ville et la rénovation urbaine du 1er août 2003 que s'inscrivent les nouvelles opérations de rénovation urbaine. S'inscrivant la politique de la ville, une opération de rénovation urbaine est une opération d'aménagement urbain, de réhabilitation, de résidentialisation, de démolition et de production de logements, de création, de réhabilitation et de démolition d'équipements publics ou collectifs, de réorganisation d'espaces d'activité économique et commerciale, ou tout autre investissement concourant à la rénovation urbaine définie par la loi no 2003-710 du 1er août 2003 modifiée.
En 2003, le programme de rénovation urbaine prévoit donc la démolition de près de 250 000 logements sociaux, la production d'une nouvelle offre équivalente et la réhabilitation de 400 000 logements avant 2013, dans plus de 500 ensembles résidentiels.
L'objectif de cette loi est de « restructurer » les quartiers classés en zones urbaines sensibles, afin de favoriser l'intégration sociale dans la ville et la mixité sociale. Cela passe par des réhabilitations, des démolitions, des productions de logements sociaux, la production d'équipements publics ayant pour but une meilleure organisation économique, sociale et commerciale de ces quartiers.

## Processus

### Éligibilité

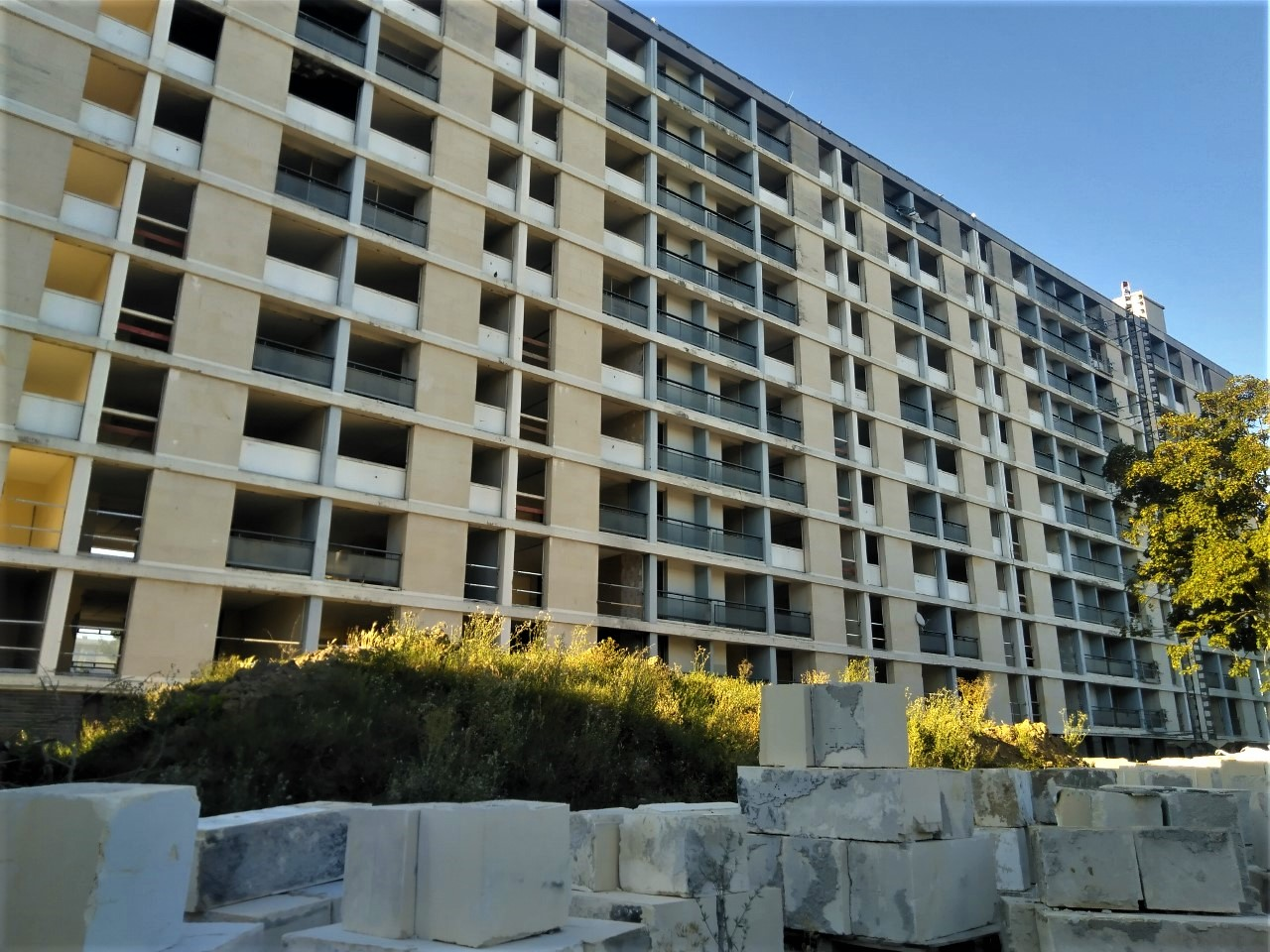
Destruction au quartier du Sanitas, à Tours, avec récupération des pierres de tuffeau.

Les 752 quartiers en zone urbaine sensible (ZUS) sont éligibles aux financements de l'ANRU dont 162 quartiers prioritaires. Les GPV (Grands projets de ville) / ORU (opérations de renouvellement urbain) en ZUS seront traités en opérations de rénovation urbaine.
Quelques quartiers (à titre exceptionnel) non classés en ZUS mais présentant des caractéristiques similaires pourront être recevables par dérogation à l'article 6 de la loi du 1er août 2003, sur demande du Maire ou du Président de la Communauté (Communauté d'agglomération, de communes, etc.).
L’ANRU n'examinera ces dossiers qu'une fois la dérogation accordée.
Les GPV (Grands projets de ville) / ORU (opérations de renouvellement urbain) hors ZUS devront faire l'objet d'une demande de dérogation à l'art 6 de la loi du 1er août 2003 (qui sera accordée a priori).

### Montage du dossier
C’est la collectivité locale ou la Communauté qui prend la décision d’engager un projet de rénovation urbaine.
La collectivité locale ou la Communauté, qui est le pilote de l’élaboration du projet, doit associer les partenaires locaux dont maîtres d’ouvrage du projet (principalement les bailleurs sociaux).
L’accord avec la Foncière Logement sur les contreparties doit être intervenu sur les droits à construire (reconstruction en vue de la mixité sociale) créés dans le périmètre démolition démolition-aménagement (en pratique moyenne de 25 %).
Les financeurs doivent avoir été consultés : ville, communauté, maître d’ouvrage, département, région, Caisse des dépôts et consignations… (éventuellement FEDER).
La composition du dossier ANRU doit se conformer au contenu-type fixé par l’ANRU.

### Nature des travaux

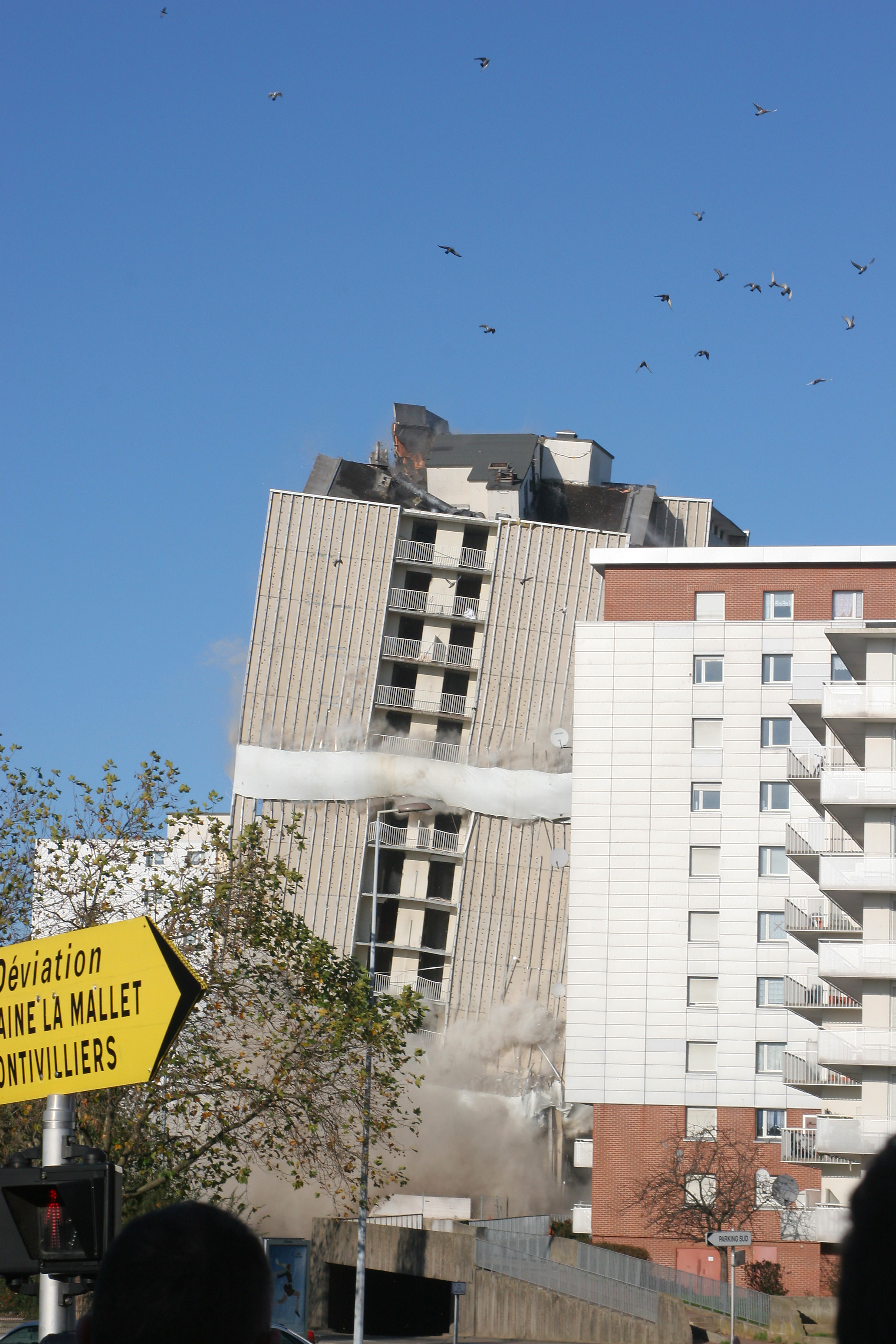
Destruction à Mont-Gaillard, au Havre.

Ce sont des opérations d’investissement qui permettent la réalisation d’un projet urbain global, à savoir :
- les interventions de démolition, reconstruction, réhabilitation, résidentialisation, ou de changement d’usage ;
- les aménagements nécessaires et la restructuration viaire ou consécutifs aux démolitions ;
- les équipements nécessaires aux habitants du quartier,
- la réorganisation des espaces liés aux activités économiques et commerciales.

## Critiques de la rénovation urbaine
La pénétration de la ville dans la cité, par exemple grâce au tram, n'entraîne pas un mouvement des populations dans le sens inverse : si les habitants de la ville ont moins peur de se rendre dans les quartiers prioritaires, les habitants locaux ne sortent, quant à eux, toujours pas dans le centre-ville aisé.
Les principaux efforts de la politique de la ville ont été faits sur les réhabilitations : la participation des habitants se limite aux avis esthétiques, pas sur la modification du cadre de vie dans son ensemble. Cette participation implique de posséder les moyens culturels et techniques nécessaire pour un débat équilibré entre les experts et les habitants du quartier, d'où sa non-existence.
En raison des opérations de renouvellement urbain, certaines familles doivent quitter le quartier et le réseau social qui les soutenaient, d'autres doivent déménager dans des logements plus chers ou plus petits.

## Grands chantiers de rénovation urbaine

### Amiens
À Amiens, le stade de football de la ville : Le Stade de La Licorne, a prévu de modifier ses barrières en parcage visiteur après l’incident de l’année dernière en Ligue 1 Conforama face à Lille.

### Bordeaux
À Bordeaux, un tramway fait la jonction entre la rive gauche où se situe la ville historique et la rive droite d'habitat social de l'après-guerre. Le bilan est plutôt positif : le quartier, pourtant étiqueté sensible, ne vit pas les émeutes de 2005 dans les banlieues françaises et les entreprises y sont attirées par la zone franche urbaine qui y est placée.

### Grenoble

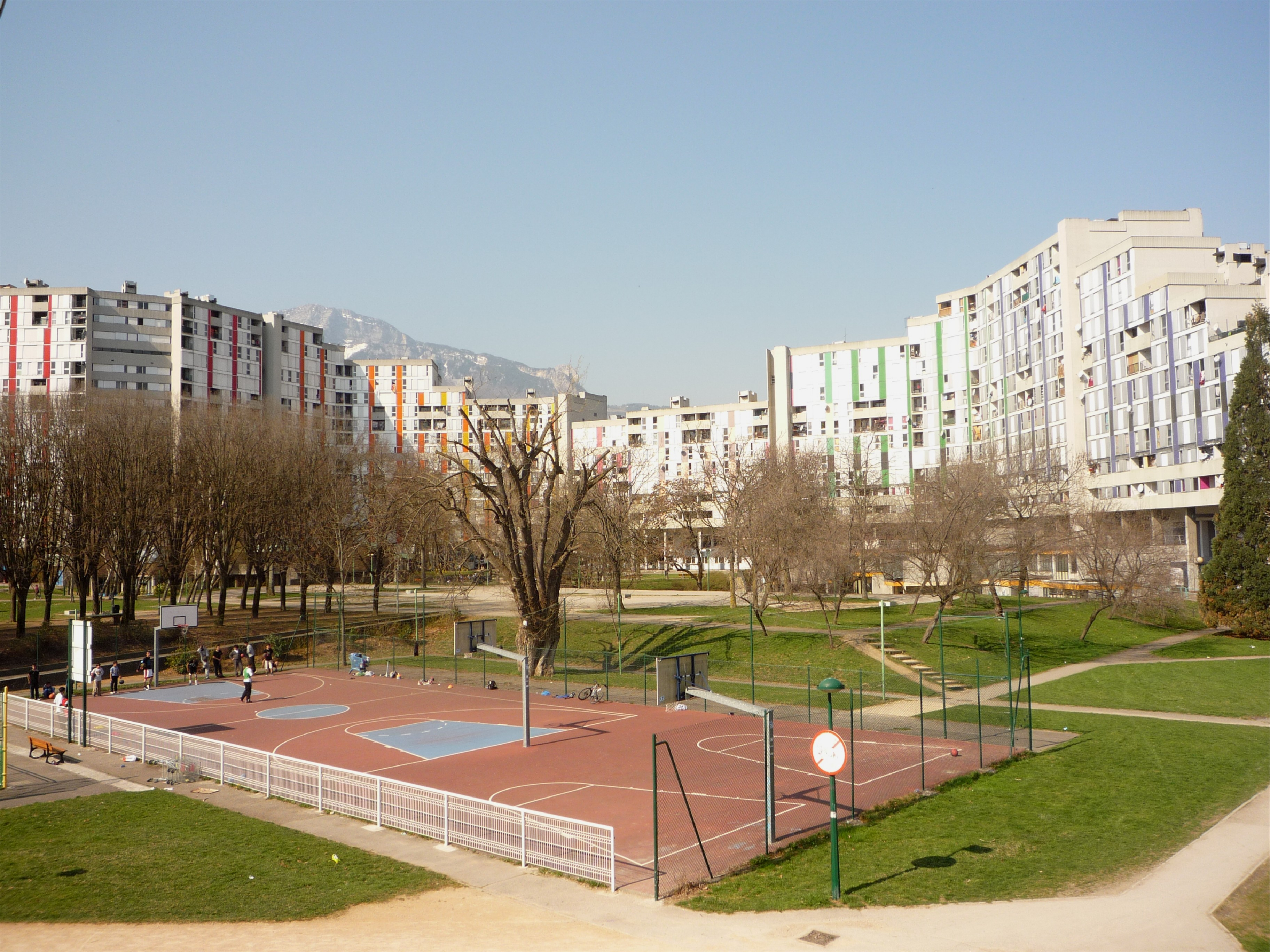
La Villeneuve de Grenoble, en cours de rénovation urbaine

À Grenoble, la politique de la ville consiste à relier la cité à la ville par le tramway, à fractionner les barres et à ajouter des programmes sociaux dans trois domaines principaux : la réussite éducative, les rapports de voisinage et l'insertion professionnelle.
À la Villeneuve, une personne inspirée par le community organizing à l'américaine propose de transformer la zone en éco-quartier. La philosophie derrière cette proposition est l'idée qu'« on est ce que l'on jette » : les gens qui se sentent rejetés, ou qui ont l'impression d'être les déchets de la société, ne font pas attention à leurs détritus, ce qui rend leur quartier encore moins agréable aux populations plus aisées, qui l'évitent d'autant plus. On entre donc dans un cercle vicieux, que l'idée d'éco-quartier cherche à interrompre.
À Teisseire, la rénovation urbaine consiste à relier les parcs par un réseau piétonnier fleuri et arboré. Les personnes des classes moyennes n'hésitent plus à y emménager, mais des problèmes subsistent : elles bénéficient d'une dérogation scolaire pour envoyer leurs enfants dans d'autres écoles, et les piscines sont gérées par les clubs de natation qui ont mis en place une sélection par l'argent avec une inscription annuelle à 250 € (309,72 €2024), jusqu'à ce que la mairie menace de supprimer les subventions.

### Lyon

#### La Duchère

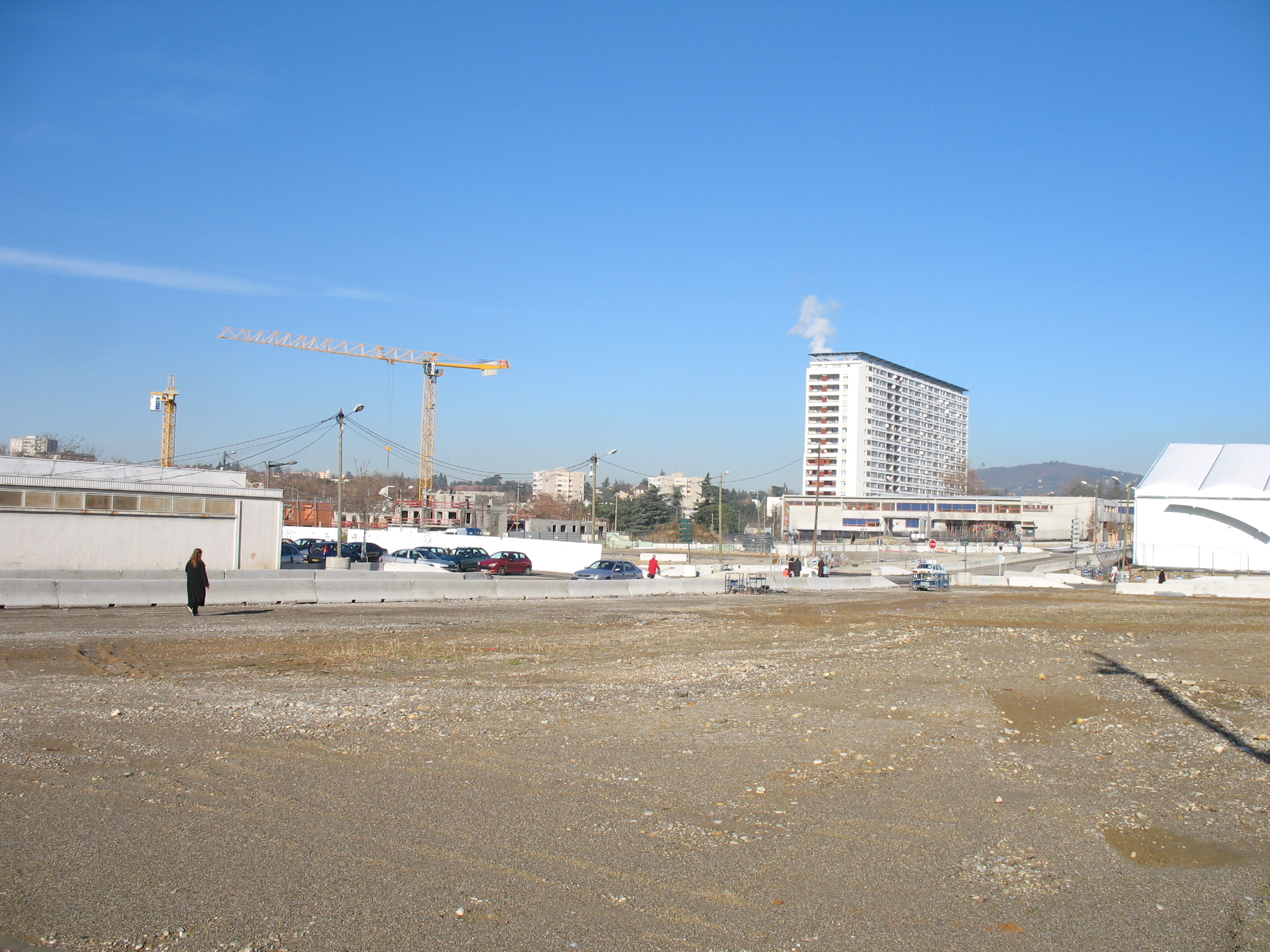
Logements neufs construits à La Duchère.

Alors que Gérard Collomb est maire du 9e arrondissement de Lyon, qui inclut le quartier de la Duchère, il fait entamer un projet de rénovation urbaine. D'abord, le projet s'attaque à la question du désenclavement, avec deux grandes artères qui relient le quartier au centre-ville et aux communes environnantes. Ensuite, on fait détruire un grand nombre de barres pour construire une grande esplanade. Des petits immeubles ouverts sur la rue sont ajoutés pour plus de lien social. Autour de l'esplanade sont ouverts une bibliothèque et un grand gymnase, ainsi qu'un certain nombre d'entreprises attirées par la zone franche urbaine. Pour modifier la structure sociale du quartier, on passe de 80 % à 55 % de logements sociaux, avec un ajout de logements en accession à la propriété et de logements intermédiaires.
Les nouveaux habitants du quartier sont plus aisés, « des vrais bobos » d'après les associations sociales du quartier. Ils sont attirés par le prix relativement bas des logements, le cadre naturel et la proximité du centre. Collomb fait installer un dispositif de vidéosurveillance qui les rassure, malgré leur propension à appeler la police « à la moindre pétarade de scooter ».

#### Vaulx-en-Velin

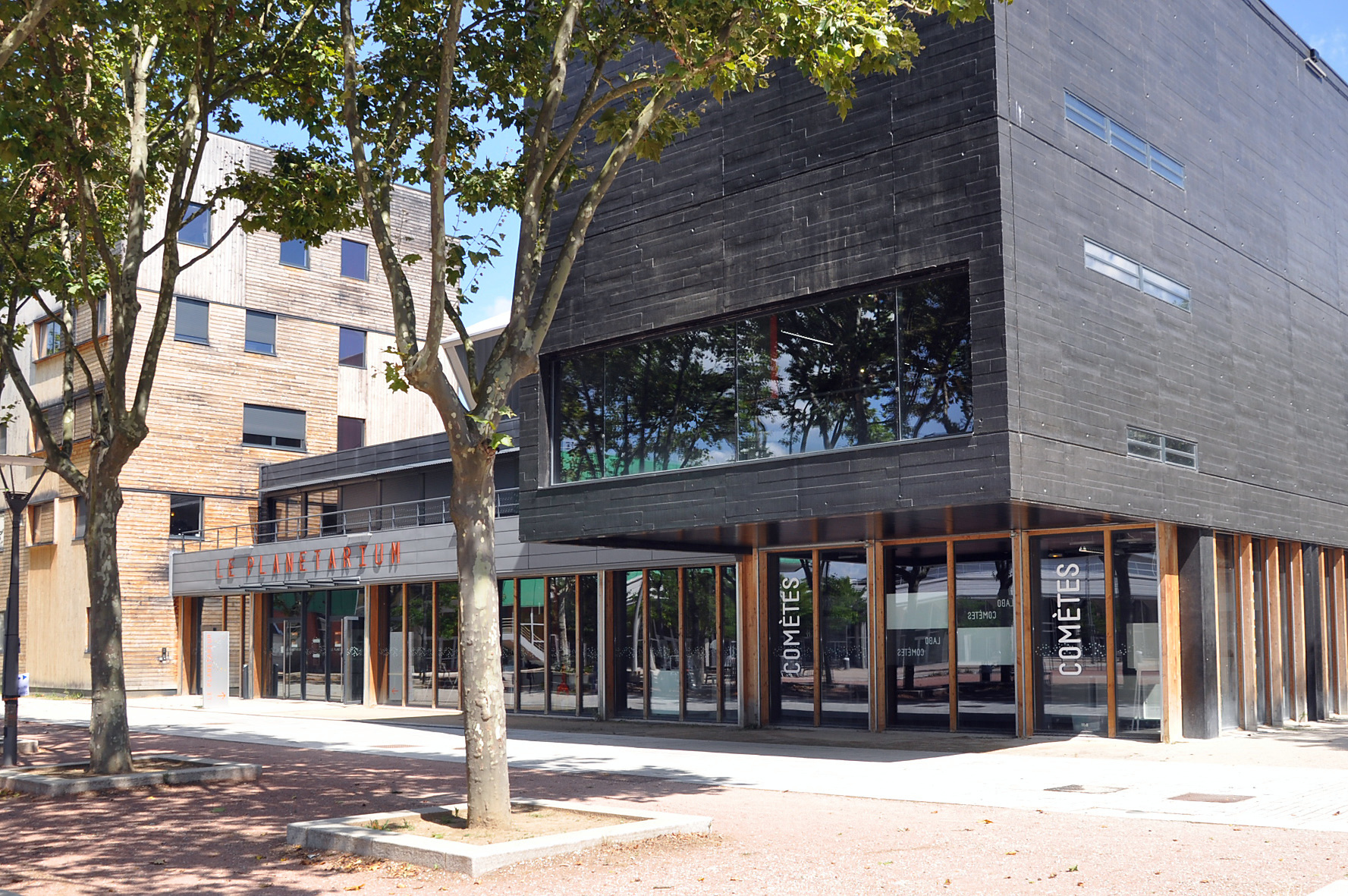
Le planétarium construit à Vaulx-en-Velin dans le cadre de la rénovation urbaine

En 2000, le centre commercial Le Grand Vire est fermé, pour dynamiser les commerces de la rue Emile Zola. On y ajoute un planétarium, un centre culturel et un lycée. Le désenclavement se fait via un arrêt de métro sur la ligne A, intitulé Vaulx-en-Velin - La Soie et en correspondance avec le tramway et huit lignes de bus. Enfin, la diversification de l'habitat est assurée par des promoteurs privés, qui proposent des logements en accession à la propriété. Cette initiative rencontre un échec relatif : plutôt que d'attirer d'autres personnes et d'encourager la mixité sociale, la nouvelle offre attire les habitants plus aisés de cette même commune, qui veulent s'installer dans un appartement plus confortable sans quitter leurs proches.
Dès la fin des années 1970, la mairie propose d'ouvrir un lycée dans cette commune de 45 000 habitants. Pour éviter un « lycée-ghetto », le rectorat propose de plutôt ouvrir un collège doté de classes de seconde. La mairie, en retour, propose un lycée sportif, refusé. Enfin, le lycée Doisneau ouvre ses portes en 1995 sous la qualification de « lycée d'agglomération » : évité par les classes supérieures, il reste un lycée de proximité.

#### Loos
Le 20 juillet 2025, La plus haute tour du territoire nord de France, la tour Kennedy est démoli, par détonation, à Loos, dans le cadre de la réhabilitation urbaine, chantier jamais réalisé auparavant.

#### Vénissieux

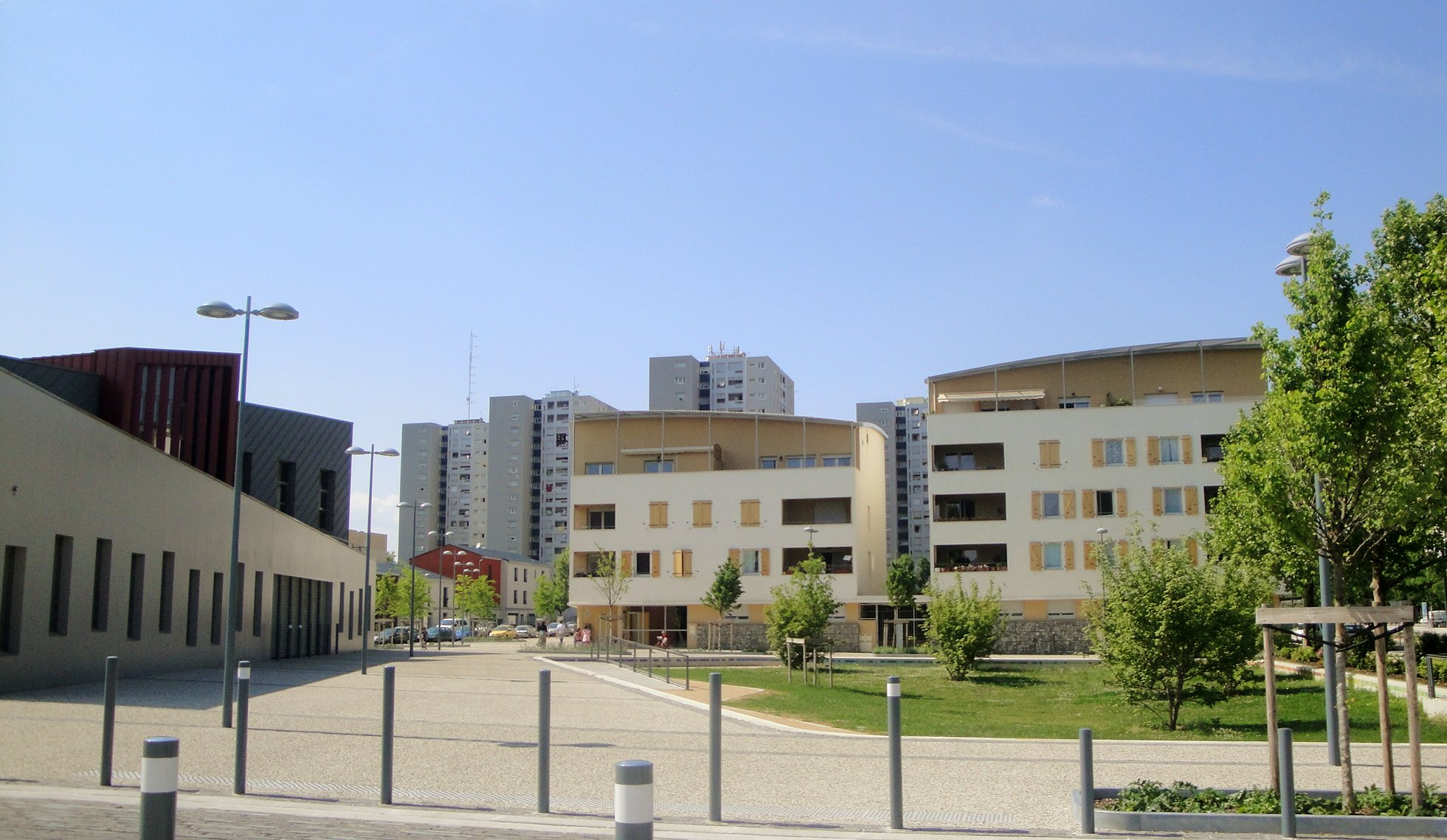
Îlot des cerisiers aux Minguettes.

Le quartier des Minguettes, au Sud de Vénissieux, est construit dans les années 1960 pour loger la main-d'œuvre automobile. Les classes moyennes la quittent vers le milieu des années 1970, et en 1978, Renault licencie 5000 ouvriers, mettant l'essentiel de la population restante au chômage.
En 2009, dans le cadre du projet de rénovation urbaine, une ligne de tramway est créée, desservant huit arrêts sur le plateau et s'arrêtant au centre de Lyon. En 2013, une jonction avec la Gare de Lyon-Part-Dieu est ajoutée. Les rails de tramway sont longés de voies cyclables. Si la liaison existe, « les femmes le prennent pour aller à Carrefour et c'est tout », d'après un animateur social du quartier.
Une place centrale est édifiée pour remplacer le centre commercial par des petits commerces en rez-de-chaussée des immeubles de bureaux. L'habitat est plus diversifié avec la construction de logements en accession à la propriété, de logements intermédiaires et de petites maisons individuelles. Le plateau devient plus attractif pour les autres habitants de la commune, sans encourager les arrivées extérieures à la commune, et l'occupation des logements augmente de 2,5 % en 1999 à 12 % en 2008.

### Rouen
Aux Hauts de Rouen, la rénovation urbaine passe par la création d'un bus à voie réservée accompagné de trois lignes de bus classiques qui mettent le quartier à dix minutes de transports du centre-ville. La demande d'ajout d'un bus de nuit est refusée par la mairie.
La mairie ouvre aussi une grande médiathèque dans le quartier de Grammont, ancien quartier des abattoirs. La mairie suivante ne souhaitant plus priver les habitants du centre-ville des livres délocalisés dans le quartier, elle veut détruire la médiathèque, puis accepte d'y placer ses archives. Ainsi, les enfants du coin peuvent toujours lire des bandes dessinées sur place, mais les élites du centre-ville n'ont plus de raison de s'y rendre.

### Strasbourg

#### Cité Loucheur
La cité Loucheur de Strasbourg est construite pendant les années 1930 sur un territoire volontairement choisi pour sa faible valeur, justifiée par son statut frontalier. Elle est conçue loin de la ville pour éloigner les pères de la tentation des bars et les mères des trottoirs, et pour que les enfants grandissent bien surveillés par leurs parents. En 2012, la cité est le principal lieu de trafic de drogue de la ville. Les responsables de la rénovation urbaine affirme que si la cité a bien évité aux hommes de se rendre au bistrot, elle ne les a pas éloignés de l'alcoolisme : les réunions de quartier n'ont lieu que le matin, parce que les habitants sont ivres l'après-midi. Les femmes ne sortent de la maison que pour aller chercher les enfants à l'école.
Le projet de rénovation vise à désenclaver la ville, en particulier en y ajoutant un tramway qui le traverse : l'objectif est de faire disparaître l'insularité du quartier et d'y bloquer les trafics en y forçant le voyage. Les habitants de la cité, interrogés sur le projet, affirment qu'il n'est « pas pour [eux] », mais qu'il sert seulement à rassurer les voisins et à améliorer les statistiques de la mairie.

#### Meinau-Canardière et Neuhof

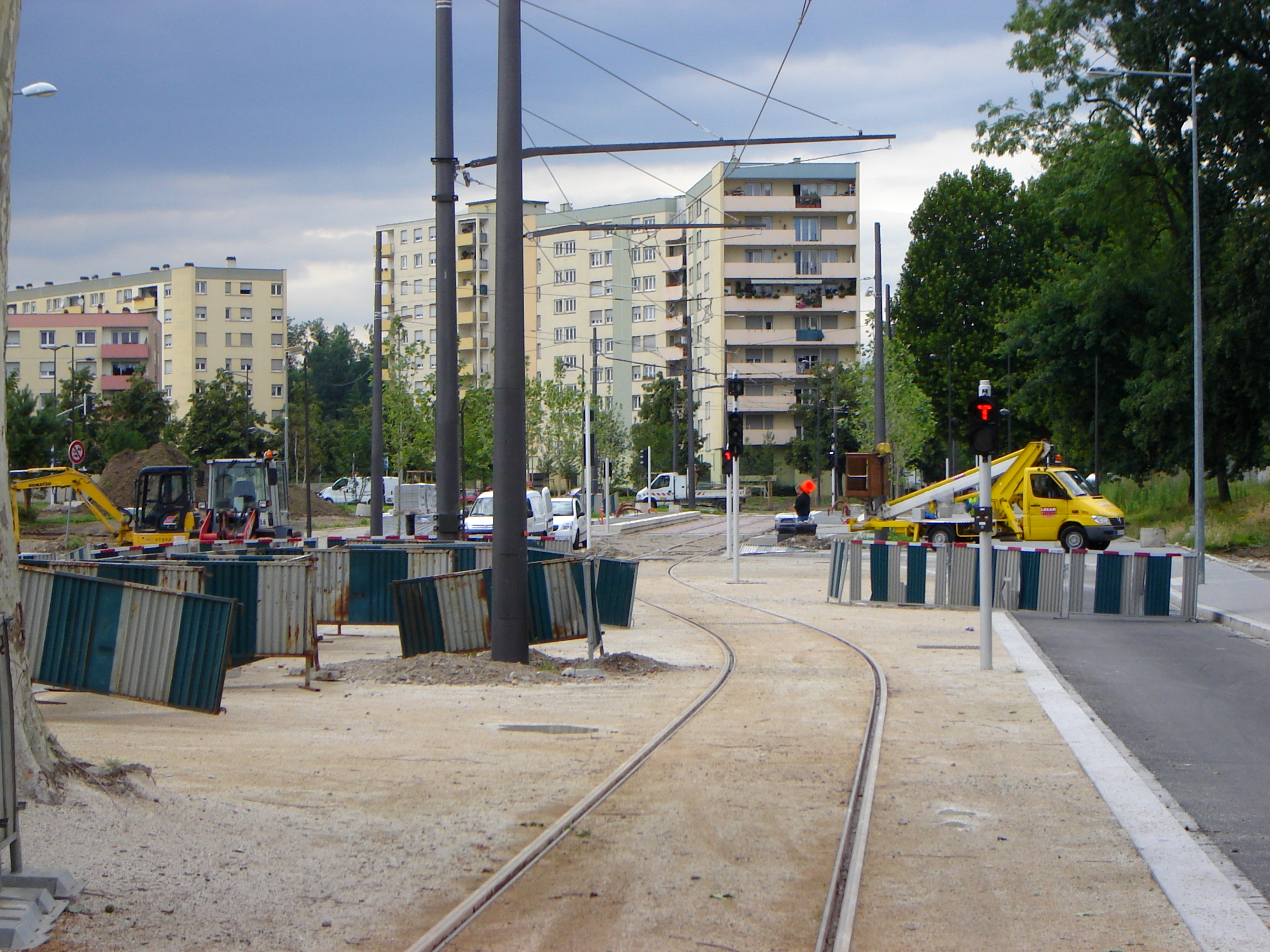
Chantier des extensions de la Ligne C du tramway de Strasbourg, Neuhof.

La Meinau-Canardière et le Neuhof sont construites pendant les années 1950 et 1960. La cité de la Canardière, achevée en 1957, est destinée au logement des ouvriers qui travaillent dans la zone industrielle voisine de la Plaine des Bouchers. Pendant les années 1980, le recul de l'activité industrielle force le repli sur elle-même de la population du quartier.
Le Neuhof, similaire à la Canardière, est construit pour loger provisoirement les familles sans ressources dont le logement a été détruit pendant les guerres mondiales. Dans le cadre de la rénovation urbaine, on ajoute la station de tramway Reuss à l'entrée de la cité et on y établit une nouvelle place. Le bilan est mitigé : si la zone a effectivement beaucoup gagné en activité pendant l'enthousiasme des travaux, l'arrêt des travaux entraîne aussi celui des emplois des jeunes. Les nouveaux équipements construits sur la place ne sont pas utilisés par les jeunes habitants des cités, mais par les jeunes du centre-ville qui ne s'y rendaient pas jusque-là mais sont « rassurés » par le tramway. Enfin, comme le tramway s'arrête à l'entrée de la cité, le trafic de drogue se déplace vers l'intérieur du quartier au lieu d'être interrompu.
Les chefs de projet de la rénovation urbaine de ces deux quartiers se disent « en osmose avec les habitants ». Les responsables associatifs locaux y voient une façon de reconnaître que les chefs de projet veulent, en effet, le contact des habitants ; ces derniers n'ont pourtant pas de responsabilité organisationnelle. Ils sont regroupés de façon ponctuelle, les discussions sont individuelles et ne permettent pas d'élaborer des propositions communes. Les experts mandatés par l'État bénéficient d'une autorité morale qui coupe toute demande de proposition ou expression des attentes de la population du quartier. Les associations ont l'impression que la « capacité d'expertise des habitants » évoquée par l'ANRU sert à donner du savoir aux chefs de projet et non du pouvoir aux habitants du quartier.

### Villiers-le-Bel
En Île-de-France, une difficulté supplémentaire se pose pour rattacher un quartier sensible à la ville : la « vraie ville » de Paris est très éloignée du quartier, mais on ne peut pas parler de ville pour les communes les plus proches, seulement de quartiers agglomérés. Les jeunes « se rendent plus facilement à Paris qu'ils ne vont dans un autre quartier de la commune (...) [Ils] éprouvent une véritable crainte à l'idée de s'aventurer dans un quartier voisin du leur ».
Les classes moyennes blanches de Villiers-le-Bel s'opposent fermement aux projets de rénovation urbaine qui cherchent à désenclaver les quartiers sensibles en reliant les différentes zones de la commune entre elles. Elles ne veulent pas voir leur territoire s'ouvrir au passage des habitants des cités.
Après le meurtre de Maxim Lawson, passant innocent tué dans un affrontement entre deux bandes rivales, trois mères de famille créent le Collectif du 29 juin pour aider les parents de la victime à traverser cette épreuve et pour engager une réappropriation collective de l'espace public. Le collectif fonde une amicale qui va entre autres demander plus de transports en commun au STIF. L'organisme refuse d'accorder plus d'horaires de bus, « arguant des réticences des conducteurs ayant subi des agressions, du surcoût aussi que cela représente, compte tenu des jeunes qui ne poinçonnent pas leur tickets ». La police participe régulièrement à des rendez-vous en présence du maire et des habitants membres du collectif du 29 juin, pour mieux expliquer son action et les obstacles qu'elle rencontre.